# 教宗西西诺
教宗希新（拉丁語：Sisinnius PP.；650年—708年2月4日）原名不可考，於708年1月15年至708年2月4日任教宗。他於敘利亞出生，天主教歷史上在位時間第五短的教宗，他在708年當選，其後只做了僅僅三星期的教宗（二十一日）便逝世。他身患痛風病，長年不能進食，但他經常說自己有強壯靈魂去侍奉教會，曾下令修築羅馬城牆，未擔任教宗時是科西嘉島主教，逝世後在梵蒂岡聖伯多祿大殿內火化。

## 译名列表
- ：梵蒂冈广播电台作。
- ：香港天主教教區檔案　歷任教宗作。